# Пич Чхенг
Пич Чхенг (кхмер. ពេ ជ ជាង; ум. 2004) — камбоджийский революционер, дипломат, участник движения Красных Кхмеров. Посол Камбоджи (Демократической Кампучии) в КНР (1976—1984).

## Биография
Присоединился к парткому Кампонгтяма в 1964 году. Получил задание сагитировать рабочих каучуковой плантации к участию в сопротивлении и распространить листовки в деревнях. Был заключен в тюрьму, где однако смог поддерживать связь с революционным подпольем. В 1970 году вышел на свободу и был назначен руководителем повстанческих сил в Кампонгтхоме и Кампонгтяме.
Умер в 2004 году.

## Личная жизнь
Супруга — Юнг Моын (1948—2020), личный повар Пол Пота.